# 一色
《一色》，日本女歌手中島美嘉以「NANA starring MIKA NAKASHIMA」名義發行的第20張單曲。2005年11月29日發行。

## 概述
- 前作「NANA」主演的續篇電影「NANA2」的主題曲。以NANA starring MIKA NAKASHIMA名義發行的最後單曲。其後與c/w曲一同收錄於NANA starring MIKA NAKASHIMA最初亦是最後的專輯「THE END」。
- 與前作一樣「GLAMOROUS SKY」由「NANA」原作者矢澤愛負責填詞。作曲與製作人則是TAKURO。

## 收錄曲
（全作曲：TAKURO／全編曲：TAKURO、佐久間正英）
1. 一色
  - 作詞：矢澤愛
  - 東寶電影「NANA2」主題歌
2. 一色（Instrumental）
3. EYES FOR THE MOON
  - 作詞：TAKURO
  - 東寶電影「NANA2」劇中歌
4. EYES FOR THE MOON（Instrumental）

## 資料來源
- Sony Music Online Japan : 中島美嘉 : 一色（页面存档备份，存于）